# ティペラリー統監
ティペラリー統監（ティペラリーとうかん、英語: Lord Lieutenant of Tipperary）は、イギリスの官職。統監の1つで、ティペラリー県を担当する。1831年首席治安判事（アイルランド）法（Custos Rotulorum (Ireland) Act 1831）により、Governor職を置き換える形で設立され、ティペラリー首席治安判事も兼任する。1922年に建国したアイルランド自由国では統監が任命されなくなったが、法律自体は残り、1983年制定法整理法で正式に廃止された。

## 一覧
- 1831年10月17日 – 1832年6月29日：第2代ドナウモア伯爵ジョン・ヒーリー＝ハッチンソン（英語版）[3]
- 1832年8月14日 – 1851年9月14日：第3代ドナウモア伯爵ジョン・ヒーリー＝ハッチンソン[3]
- 1851年10月20日 – 1857年5月30日：初代リズモア子爵コーネリアス・オキャラハン[3]
- 1857年6月24日 – 1885年：第2代リズモア子爵ジョージ・オキャラハン（英語版）[3]
- 1885年 – 1905年1月9日：第4代ハワーデン子爵コーンウォリス・モード（のち初代ド・モンタルト伯爵）[3]
- 1905年5月15日 – 1922年：第4代ダナリー男爵ヘンリー・プリティー[3]